# ステファヌス (教皇選出者)
ステファヌス（ラテン語:Stephanus、? - 752年3月25日) は、ローマのキリスト教聖職者。752年3月にザカリアスの次のローマ教皇に選出された。しかし、聖別を受け就任する前に死去したため、正式な教皇の中には数えられていない。

## 生涯
745年、ステファヌスは教皇ザカリアスにより司祭枢機卿に任じられた。彼に割り当てられた名義教会はサン・クリソゴーノ教会であった。752年3月半ばにザカリアスが帰天すると、同月23日にステファヌスが新教皇に選出された。ところが、ステファヌスもその数日後に脳卒中に倒れ、ローマ司教就任のための聖別を受ける間もなく帰天した。

## 「教皇ステファヌス」とその代数
当時の教会法によれば、教皇の任期は聖別された時点から始まるものであった。そのため、本項で述べている教皇選出者ステファヌスは、教皇の一人に数えられることがなかった。16世紀以降、教皇選挙で選出された時点で教皇と見なすようになり、教皇選出者ステファヌスは時代錯誤的に「教皇ステファヌス2世」と呼ばれるようになった。しかし、1961年に「ステファヌス2世」の名が『教皇庁年鑑』から削られ、1975年10月1日に正式に教皇の列から除外された。
現在において「教皇ステファヌス2世」とされているのは、教皇選出者ステファヌスの次に選出された人物である。なお、以降の「ステファヌス」（イタリア語からの転写ではステファノ）の名を持つ教皇の代数は「ステファヌス2世（3世）」のように書かれることもある。